# Јаренински Дол
Јаренински Дол (словен. Jareninski Dol) је насељено место у општини Песница, Подравска регија, Словенија.

## Историја
До територијалне реорганизације у Словенији био је у саставу старе општине Песница.

## Становништво
У попису становништва из 2011. године, Јаренински Дол је имао 391 становника.
| Број становника према пописима | Број становника према пописима | Број становника према пописима |
| ------------------------------ | ------------------------------ | ------------------------------ |
| 1991                           | 2002                           | 2011                           |
| 359                            | 390                            | 391                            |

Напомена: Године 2017. извршена је мања размена територије између насеља Гачник и Јаренински Дол.

## Галерија
- зимски пејзаж
- црквица "Св. Михаел"